# SLC13A2
SLC13A2‏ (Solute carrier family 13 member 2) هوَ بروتين يُشَفر بواسطة جين SLC13A2 في الإنسان.